# 토켈라우

토켈라우의 비공식 국기

토켈라우(영어: Tokelau)는 오세아니아의 폴리네시아에 있는 뉴질랜드의 해외 속령이다. 공용어는 토켈라우어와 영어이다. 뉴질랜드 외무장관이 3년 임기의 행정관을 임명하지만 사모아의 아피아에 주둔하는 토켈라우 담당 사무관이 더 큰 영향력이 있다. 이 섬으로 가려면 사모아에서 일주일에 한 번 운항하는 정기선을 타고 37시간 동안 항해해야 한다. 토켈라우는 폴리네시아어로 '북쪽'이라는 의미이다. 중앙에 위치한 누쿠노누(Nukunonu)는 아타푸섬(Atafu)에서 92km, 파카오포(Fakaofo)에서 64km 떨어져 있다. 현재 지구온난화로 인해 가라앉을 위기에 처해 있다.

## 국기
카누 왼쪽에는 하얀색 남십자성이 그려져 있다. 파란색은 남태평양의 푸른 바다를, 전통적인 금색 카누는 토켈라우의 전통 문화를, 카누의 금색은 햇빛 그리고 뉴질랜드와 토켈라우 제도 간의 친밀함과 우애를 의미한다.

## 역사
토켈라우는 1948년, 토켈라우 제도 법령에 의해 뉴질랜드령이 되었다.
2006년 2월 11일 ~ 15일에 걸친 주민 투표가 있었다. 안건은 쿡 제도 및 니우에처럼 자치권을 가진 채로 뉴질랜드와 자유연합을 할 것인가였다. 615명의 유권자중 584명이 참가, 349명(60.07%)가 찬성, 232명(39.93%)가 반대, 3명이 무효 처리되었다. 3분의 2가 찬성해야 했으므로, 이 안건은 부결되었다. 이듬해 10월 22~24일에 두 번째 투표에서는 조금 더 많은 64.4%가 안건에 찬성했으나, 역시 2/3를 넘지 못하여 자치권을 갖지 않는 뉴질랜드의 속령으로 남아 있다.